# House of Low Culture
House of Low Culture ist eine 2000 gegründete US-amerikanische Drone-Doom-, Ambient- und Noise-Formation.

## Konstellation und Konzept
Einziges festes Mitglied der Band ist Aaron Turner (u. a. ex-Isis und Mamiffer), um den sich ein Ensemble ständig wechselnder Gastmusiker reiht. Zu diesen gehören, neben weiteren, seine Ehefrau Faith Coloccia (ebenfalls Mamiffer) und Stephen O’Malley (Sunn O)))). Benannt hat sich die Band nach einem auf der Sawblade-EP vertretenen Lied von Isis.
Nach Turner besteht das Konzept von House of Low Culture im Aufbrechen musikalischer Klischees und einem Entgegenwirken etablierter und elitärer Musikkulturen. Obwohl von Turner eine strukturierte Arbeitsweise bevorzugt wird, entstehen viele der Musik-Stücke durch Improvisation. Oft gibt ein einzelner Klang den Anstoß für ein ganzes Lied. Ausgehend von diesem Klang entwickelt Turner einen strukturellen Liedaufbau, in dem er versucht einzelne Teile der Stücke in Länge und Tenor vorzugeben. Der finale Klang erschließt sich jedoch erst während der Schaffensphase.

## Diskografie

### Alben
- 2000: Submarine Immersion Techniques Vol.1
- 2003: Edward’s Lament
- 2004: Live from the House of Low Temperature! (Live)
- 2011: Poisoned Soil

### Singles und EPs
- 2002: Gettin’ Sentimental
- 2007: Chinatown Squalls
- 2007: Hollywood Squalls (Kassette)

### Splits
- 2010: Uncrossing/Ice Mole (mit Mamiffer)
- 2011: Perverted Scripture/Silent Night (Kassette mit Mamiffer)
- 2011: Lou Lou… in Tokyo (mit Merzbow und Mamiffer)
- 2017: Split (mit Caustic Touch, Daniel Menche und EMS)